# Кристайс-Паулиста
Кристайс-Паулиста (порт. Cristais Paulista) — муниципалитет в Бразилии, входит в штат Сан-Паулу. Составная часть мезорегиона Рибейран-Прету. Входит в экономико-статистический микрорегион Франка. Население составляет 7266 человек на 2006 год. Занимает площадь 385,460 км². Плотность населения — 18,9 чел./км².

## Статистика
- Валовой внутренний продукт на 2003 составляет 54 910 399,00 реалов (данные: Бразильский институт географии и статистики).
- Валовой внутренний продукт на душу населения на 2003 составляет 7 899,64 реалов (данные: Бразильский институт географии и статистики).
- Индекс развития человеческого потенциала на 2000 составляет 0,771 (данные: Программа развития ООН).